# Skrytoocze
Skrytoocze (łac. cryptophthalmia, cryptophthalmos) – wada rozwojowa polegająca na nierozdzieleniu brzegów powiek (prawidłowo zachodzącym w 26 tygodniu życia płodowego) i ślepocie noworodka.